# ووكيئيبيديا
ووكيئيبيديا (بالإنجليزية: Wookieepedia)‏ والمعروف أيضاً باسم موسوعة حرب النجوم (بالإنجليزية: The Star Wars Wiki)‏ هي موسوعة إنترنت خاصة بسلسلة أفلام ومسلسلات حرب النجوم. أنشأت في سنة 2005 وتحوي ألاف المقالات الخاصة بالسلسلة من شخصيات القصة وكل شئ مرتبط عن السلسلة.

## وصلات خارجية
- الموقع الرسمي